# Историческая информатика
Истори́ческая информа́тика — междисциплинарная область исторических исследований, целью которой является расширение информационного, методического и технологического обеспечения исторической науки, а также апробация новых информационных технологий и методов в конкретно-исторических исследованиях. В основе исторической информатики лежит совокупность теоретических и прикладных знаний, необходимых для создания, обработки и анализа оцифрованных исторических источников всех видов.

## История
Термин «историческая информатика» был введен в начале 1990-х годов Л. И. Бородкиным. Основные концепции и подходы исторической информатики разрабатываются на кафедре исторической информатики исторического факультета МГУ имени М. В. Ломоносова в сотрудничестве с рядом научно-образовательных центров, объединенных под эгидой межрегиональной ассоциации «История и компьютер» (АИК), созданной в 1992 г. в качестве российской ветви Международной ассоциации «History and Computing». Среди наиболее активных центров следует упомянуть Историко-архивный институт РГГУ, Алтайский, Тамбовский, Петрозаводский университеты, Институт всеобщей истории РАН. С первых лет существования АИК заметную роль в развитии исторической информатики играет Белорусский университет.
Предысторию исторической информатики в СССР и России можно связывать с 1960-ми годами, когда источники по аграрной истории России XIX в. стали обрабатываться с помощью ЭВМ. Развитие исторической информатики в России обладало рядом особенностей, основной из которых является преемственность традиций отечественной школы квантитативной истории, лидером которой был академик И. Д. Ковальченко.

## Структура
Теоретической основой исторической информатики является современная концепция информации (включая социальную информацию) и теоретическое источниковедение, а прикладной — информационные и компьютерные технологии. В исторической информатике принято выделять ресурсный (инфраструктурную) и аналитический (ориентированную на получение содержательно-значимых результатов) компоненты.
Направления исторической информатики включают электронную публикацию исторических источников, разработку исторических баз данных и тематических интернет-ресурсов, исторических геоинформационных систем, виртуальных 3d реконструкций объектов культурного наследия, использование компьютеризованных методов и технологий анализа статистических, структурированных, текстовых, визуальных и других источников, компьютерное моделирование исторических процессов, а также создание специализированного программного обеспечения и применение информационных технологий в историческом образовании (включая обучение в режиме онлайн).
Российское профессиональное сообщество, развивающее историческую информатику, имеет свои периодические и серийные издания. С начала 1990-х гг. издается Информационный бюллетень ассоциации «История и компьютер» (к концу 2017 г. опубликованы 46 выпусков), с 1994 г. — серия сборников «Круг идей — новое в исторической информатике» (12 выпусков). С 2012 г. выходит ежеквартальный журнал «Историческая информатика».

## Проекты
Характерной чертой разработок в области исторической информатики является коллаборация исследовательских групп в рамках проектов, координируемых АИК. Так, проекты по изучению эволюции исторических профессий, по демографической истории были реализованы с участием историков из Алтайского, Тамбовского, С.-Петербургского и др. университетов. Российско-голландский проект по изучению эволюции мотивации труда в российской промышленности XIX—XX вв. выполнялся исследователями из МГУ, Тверского и Ярославского университетов, ИРИ РАН. Важным результатом этих проектов была разработка масштабных цифровых ресурсов. Ряд междисциплинарных проектов в русле исторической информатики был реализован кафедрой исторической информатики МГУ, включая проект по виртуальной реконструкции монастырских комплектов Москвы и проект по созданию масштабного информационного ресурса «Динамика экономического и социального развития России в XIX — начале XX вв.».

## Современный этап
Российская историческая информатика на начальном этапе своего развития в целом следовала в русле международных (европейских) тенденций, хотя имела определённую специфику. Однако, когда в середине 2000-х гг. развитие исторической информатики (historical computing) за рубежом вошло в кризисную фазу, этот кризис практически не затронул траекторию поступательного развития российской исторической информатики, которая остается одним из успешных междисциплинарных направлений в исторической науке.
После середины 2000-х гг. европейская модель исторической информатики утратила свою идентичность и трансформировалась в существенно редуцированном виде в Digital History (цифровую историю) — часть Digital Humanities (цифровой гуманитаристики).
Сравнивая в 2020-е годы цифровую историю с исторической информатикой, можно сделать вывод, что сегодня между ними не существуют принципиальных различий. Цифровая история в мировой науке объединяет как количественную, так и технологическую компоненты современного знания, включая цифровые медиа в задачах презентации и визуализации оцифрованных источников, в цифровой публичной истории, методологии истории в цифровом мире. Историческая информатика так и не стала полноценной частью современной исторической науки, так как не смогла разработать столь необходимую теоретическую компоненту (теорию исторической информации). Историческая информатика остается пионерской прорывной областью творческих методологических экспериментов, связанных с источниковедческой оценкой электронных ресурсов, сформировалось как прикладное направление информатики, применяющее компьютеризованные средства и проводящее апробацию компьютерных технологий в исторических исследованиях.